# Haruo Umezaki
Haruo Umezaki (15. února 1915 Fukuoka – 15. června 1965 Tokio) byl japonský prozaik, jeden z nejlepších představitelů první poválečné japonské literární školy sengoha.
Umezaki absolvoval roku 1940 Tokijskou univerzitu v oboru japonská literatura a již při studiu se věnoval psaní poezie a vydávání literárního časopisu. Roku 1944 byl povolán k válečnému námořnictvu, stal se poddůstojníkem u spojařů a působil jako šifrant na různých vojenských základnách na Kjúšú. Po skončení války se pak zcela věnoval literatuře. Jeho díla odráží vlastní válečné zážitky, jsou psychologickým obrazem poválečného života poraženého národa a také sondami do lidského nitra. Jeho hrdinové z válečných próz nejsou zaslepeni vidinou vítězství, ale vyznačují se lidskostí a trápí se pochybnostmi.

## Dílo
- Fúen 1939, Stylový večírek), autorova prvotina publikovaná časopisecky.
- Sakuradžima (1946), novela z válečného období, nesoucí název podle ostrova Sakuradžima, česky jako Třešňový ostrov, působivé vylíčení vojenské základny těsně před japonskou porážkou.
- Bí-tó no fúbucuši (1948, Obrázky z ostrova Bí-tó),
- Ue no kisecu (1948, Údobí hladu),
- Hi no hate (1947, Konec dne), novela, odehrávající se na Filipínách na místě krutých bojů druhé světové války, rozvíjející příběh důstojníka, který dostal rozkaz zastřelit vojenského lékaře, svévolně opustivšího jednotku.
- Sora no šita (1951, Pod oblohou)
- Boroja no šundžu (1954, Letopisy z barabizny), satiricko-humorné povídky oceněné Naokiho literární cenou, česky jako Krátká historie jedné barabizny.
- Sunadokei (1954–1955, Přesýpací hodiny), satirický román,
- Cumudžikaze (1956, Tornádo), román zamýšlející se nad současnou civilizací,
- Kurui tako (1963, Bláznivý drak), román inspirovaný osudem jeho bratra, který spáchal za války sebevraždu v Mongolsku.
- Genka (1965, Fantom), autorovo vrcholné dílo[3], román, jehož hrdinou je muž, který se nedokáže oprostit od reminiscencí na válečné prožitky.
- Hi (1966, Oheň), pokračování románu Genka vydané posmrtně.

## Česká vydání
- Konec dne, SNKLU, Praha 1963, přeložila Vlasta Winkelhöferová,
- Bláznivý drak, Vyšehrad, Praha 1982, přeložili Zdenka Švarcová a Jan Winkelhöfer, obsahuje prózy Třešňový ostrov, Bláznivý drak a Krátká historie jedné barabizny.